# Juliano Belletti
Juliano Haus Belletti (sinh ngày 20 tháng 6 năm 1976 tại Cascavel, Brasil) là một cầu thủ bóng đá người Brasil đã giải nghệ. Anh bắt đầu chơi bóng ở vị trí tiền vệ nhưng nổi bật hơn ở vị trí hậu vệ cánh phải.

## Sự nghiệp thi đấu
Belletti khởi nghiệp trong màu áo Cruzeiro vào năm 1993. Năm 1995 anh chuyển đến São Paulo FC và 4 năm sau anh chơi cho Atlético Mineiro với vị trí á quân tại mùa giải đó. Năm 2001 có nhiều tin đồn cho rằng anh sẽ chuyển tới Valencia CF nhưng cuối cùng Villarreal CF mới là bến đỗ đầu tiên của Belletti tại châu Âu. Năm 2004 Belletti ký hợp đồng với F.C. Barcelona sau những thành công ấn tượng trong màu áo tàu ngầm vàng.

### Barcelona
Sau khi giành được ngôi vị quán quân La Liga tại mùa giải đầu tiên Belletti không còn được thường xuyên có tên trong danh sách thi đấu của Barcelona và Đội tuyển bóng đá quốc gia Brasil.
Ngày 17 tháng 5 năm 2006 tại Stade de France, Paris, Belletti đã ghi một bàn thắng ấn định tỉ số 2-1 giúp F.C. Barcelona trở thành vô địch UEFA Champions League 2005-06 sau khi vào sân thay cho Oleguer Presas.
Vào mùa giải thứ ba, Belletti với những chấn thương gặp phải cùng sự xuất hiện của Gianluca Zambrotta khiến anh được thi đấu rất ít và kết thúc mùa giải cuối cùng tại Tây Ban Nha mà không có danh hiệu nào.

### Chelsea
Ngày 23 tháng 8 năm 2007 Chelsea F.C. ký hợp đồng 3 năm với Belletti. Belletti ra sân lần đầu tiên tại Premier League trong trận thắng 1-0 trước Portsmouth F.C. của Chelsea.
Belletti đã ghi được 3 bàn thắng cho Chelsea và cả ba bàn đều là những cú sút xa. Bàn đầu tiên là vào lưới của Wigan Athletic F.C. vào ngày 3 tháng 11 năm 2007 với khoảng cách hơn 18 m, bàn thứ hai vào ngày 12 tháng 1 năm 2008, anh ghi bàn như một tiền đạo vào lưới Tottenham Hotspur với khoảng cách hơn 27 m, bàn thắng này được bầu chọn là những bàn thắng đẹp mùa giải 2007/2008 của Chelsea.
Pha ghi bàn cuối của anh cũng là 1 cú sút xa vào lưới của Middlesorough.

### Đội tuyển quốc gia
Belletti đã thi đấu 23 lần trong màu áo đội tuyển Brasil, ghi được 2 bàn thắng. Belletti từng tham dự World Cup 2002, được ra sân một lần duy nhất tại bán kết trước Thổ Nhĩ Kỳ.

## Thành tích

### Câu lạc bộ

#### Cruzeiro
- Minas Gerais State Championship: 1996

#### São Paulo
- São Paulo State Championship: 1998, 2000
- Rio-São Paulo Tournament: 2001

#### Atlético Mineiro
- Minas Gerais State Championship: 1999

#### Barcelona
- La Liga: 2004–05, 2005–06
- Supercopa de España: 2005, 2006
- UEFA Champions League: 2005–06

#### Chelsea
- Premier League: 2009–10
- FA Cup: 2008–09, 2009–10
- FA Community Shield: 2009
- UEFA Champions League: Á quân 2007–08

#### Fluminense
- Campeonato Brasileiro Série A: 2010

### Quốc tế
- FIFA World Cup: 2002